# Drosophila solennis
Drosophila solennis är en tvåvingeart som beskrevs av Walker 1860. Drosophila solennis ingår i släktet Drosophila och familjen daggflugor.
Artens utbredningsområde är Sulawesi.